# Gintautas Šivickas
Gintautas Šivickas (*  28. Februar 1968 in Kaunas) ist ein litauischer Manager, ehemaliger Politiker, Vizeminister und Basketballspieler.

## Leben
Nach dem Abitur 1986 an der 38. Mittelschule Kaunas absolvierte er 1996 das Bachelorstudium des Managements der Leichtindustrie an der Fakultät für Management  und 1998 das Masterstudium der Finanzen an der Kauno technologijos universitetas (KTU). Er spielte bei BC Kauno „Žalgiris“, Vilniaus „Sakalai“, Marijampolės „Kraitenė“, Alytaus „Alita“. Von 1999 bis 2000 arbeitete er bei UAB „Corpus sanum“ als Finanzist. Von 2000 bis 2004 war er Mitglied im Seimas. Er arbeitet bei UAB LANDLORD LT als Direktor. Er war Doktorand an der KTU. Ab 2005 war er stellv. Verteidigungsminister Litauens, Stellvertreter von Gediminas Kirkilas.
Ab 2000 war er Mitglied der Naujoji sąjunga. 

## Quelle
- http://www.vrk.lt/rinkimai/400_lt/Kandidatai/Kandidatas23288/Kandidato23288Anketa.html